# Мецана
Мецана (итал. Mezzana) је насеље у Италији у округу Тренто, региону Трентино-Јужни Тирол.
Према процени из 2011. у насељу је живело 723 становника. Насеље се налази на надморској висини од 930 м.

## Становништво
Према резултатима пописа становништва 2011. у општини је живело 884 становника.
| 1936. | 1951. | 1961. | 1971. | 1981. | 1991. | 2001. | 2011. |
| ----- | ----- | ----- | ----- | ----- | ----- | ----- | ----- |
| 1.032 | 1.073 | 1.029 | 942   | 877   | 848   | 875   | 884   |